# Hlízovec

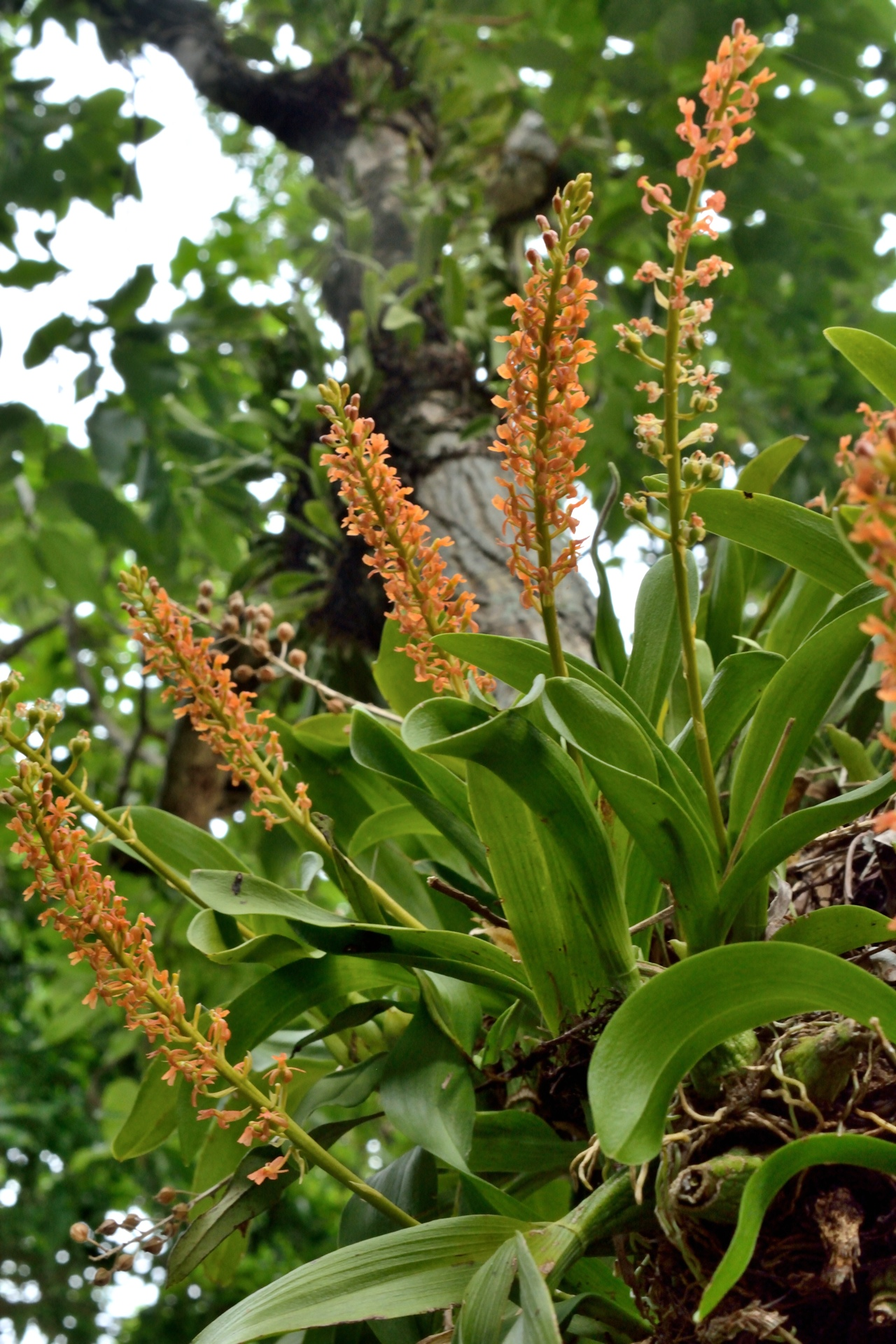
Epifytický druh Liparis grossa

Hlízovec (Liparis) je početný rod orchidejí. Jsou to pozemní, epifytické nebo litofytické, zpravidla zelené orchideje s pahlízami. Květy jsou spíše menší, v hroznech. Rod zahrnuje asi 300 druhů a je rozšířen po celém světě. V České republice roste velmi vzácně hlízovec Loeselův, který je i jediným evropským druhem. Některé nápadněji kvetoucí tropické druhy jsou pěstovány ve sbírkách orchidejí.

## Popis
Hlízovce jsou vytrvalé byliny rostoucí na zemi, skalních podkladech nebo epifyticky na kmenech a větvích stromů. Většinou jsou zelené a asimilující, některé druhy mají listy redukované na šupiny a vyživují se heteromykotrofně. Kořeny jsou tenké. Pahlízy jsou zelené, kuželovité, vejcovité nebo eliptické, lehce zploštělé, měkké. Nejčastěji jsou pahlízy dvě, přičemž mateřská vyrůstá z paždí starých listů a je spojena krátkým postranním oddenkem s dceřinou pahlízou, z níž vyrůstá mladá lodyha. Listů je několik (2 až 7) nebo jen jeden. Jsou čárkovité, vejčité až eliptické, tenké nebo kožovité. U terestrických druhů jsou listy přízemní nebo lodyžní, u epifytů vyrůstají z vrcholu pahlíz nebo z jejich vrcholových uzlin.
Květy jsou žluté, zelené, oranžové nebo purpurové, drobné až středně velké, obvykle přetočené (resupinátní), stopkaté, často průsvitné, uspořádané v přímých nebo převislých, řídkých až mnohokvětých hroznech. Kališní lístky jsou rozestálé, hřbetní je volný, zatímco postranní lístky jsou někdy částečně nebo i zcela srostlé. Korunní lístky jsou volné, často zahnuté, nezřídka čárkovité a odlišné od kališních lístků. Pysk je vejčitý, podlouhlý nebo bičovitý, často zahnutý, celistvý nebo laločnatý, bez ostruhy. Sloupek je prohnutý, tenký až tlustý, brylky žluté, voskovité, ve dvou párech.
Tobolka je vzpřímená, elipsoidní až téměř kulovitá, často tupě trojžeberná.

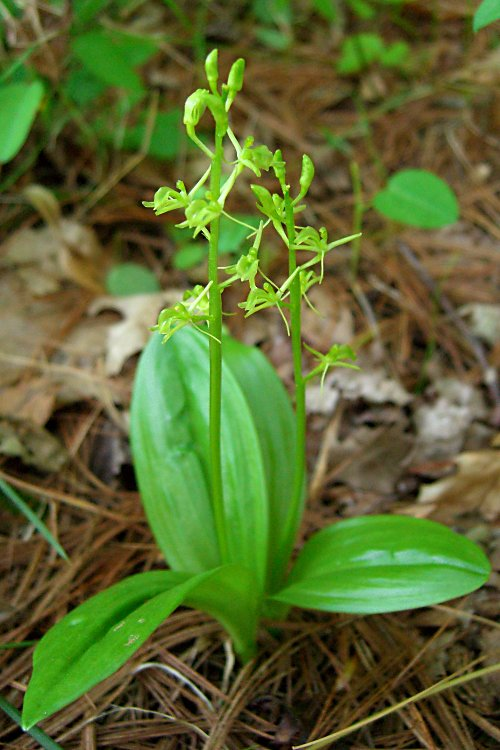
Hlízovec Loeselův (Liparis loeselii)
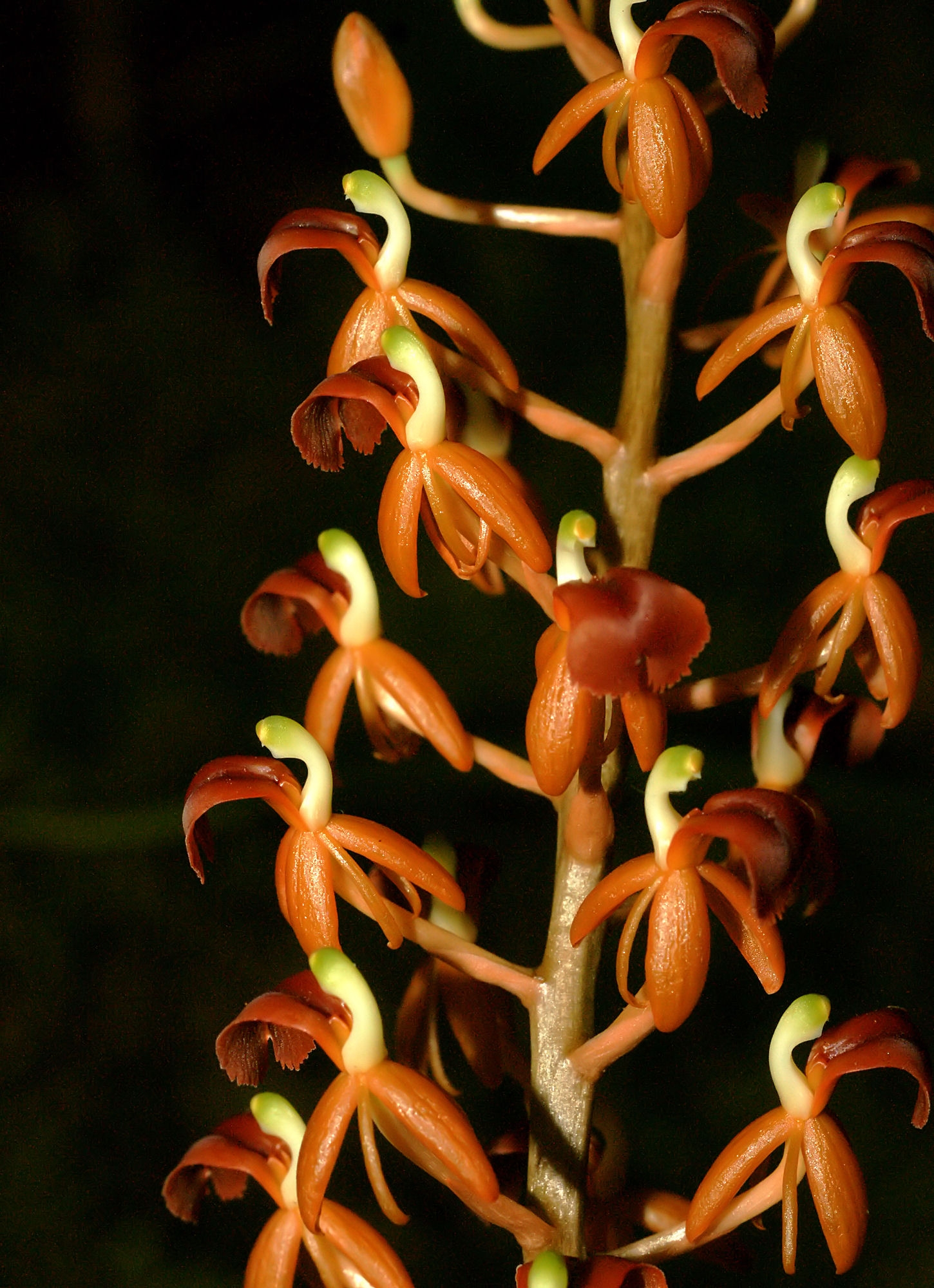
Květenství Liparis latifolia
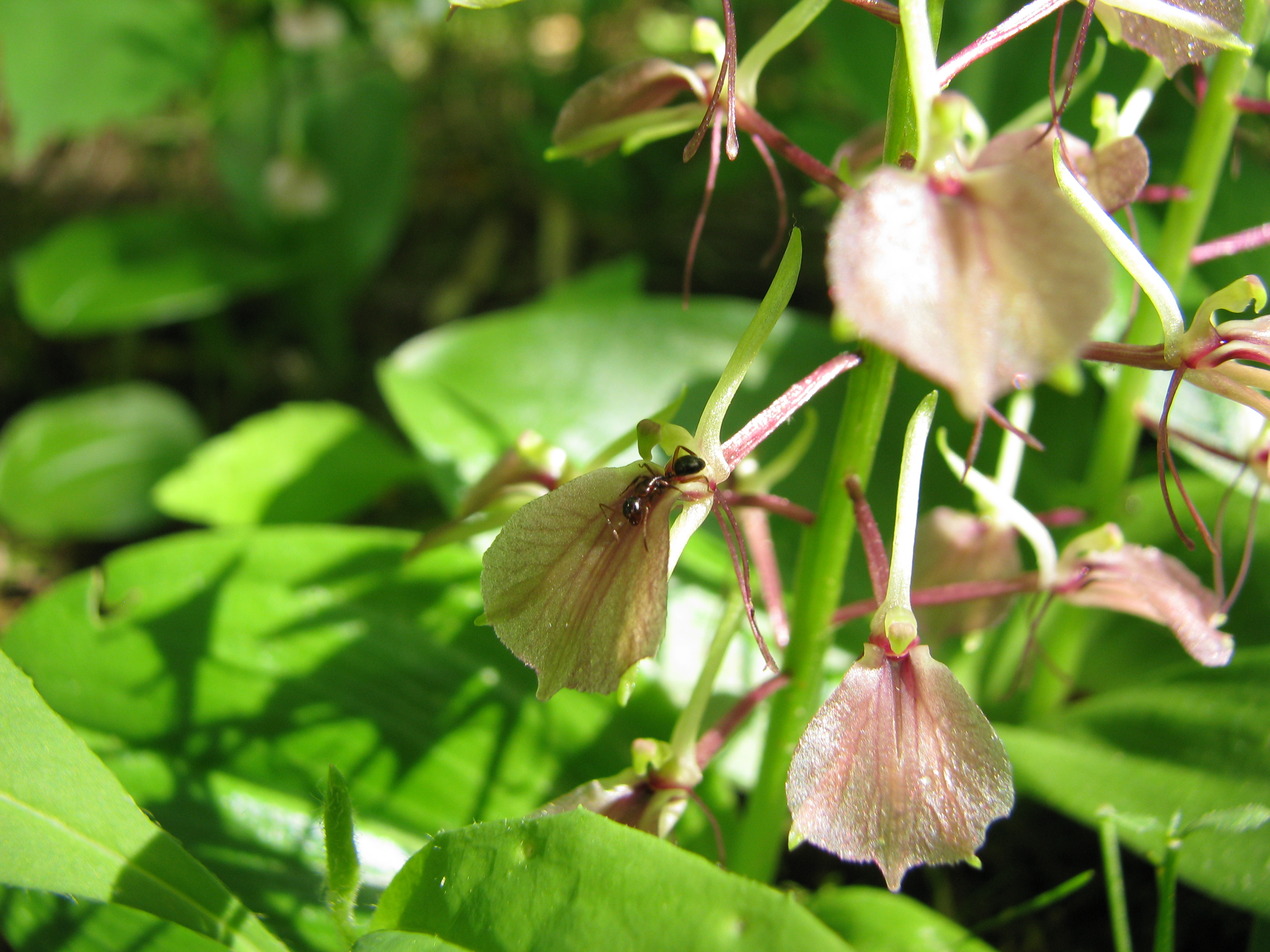
Květy Liparis liliifolia
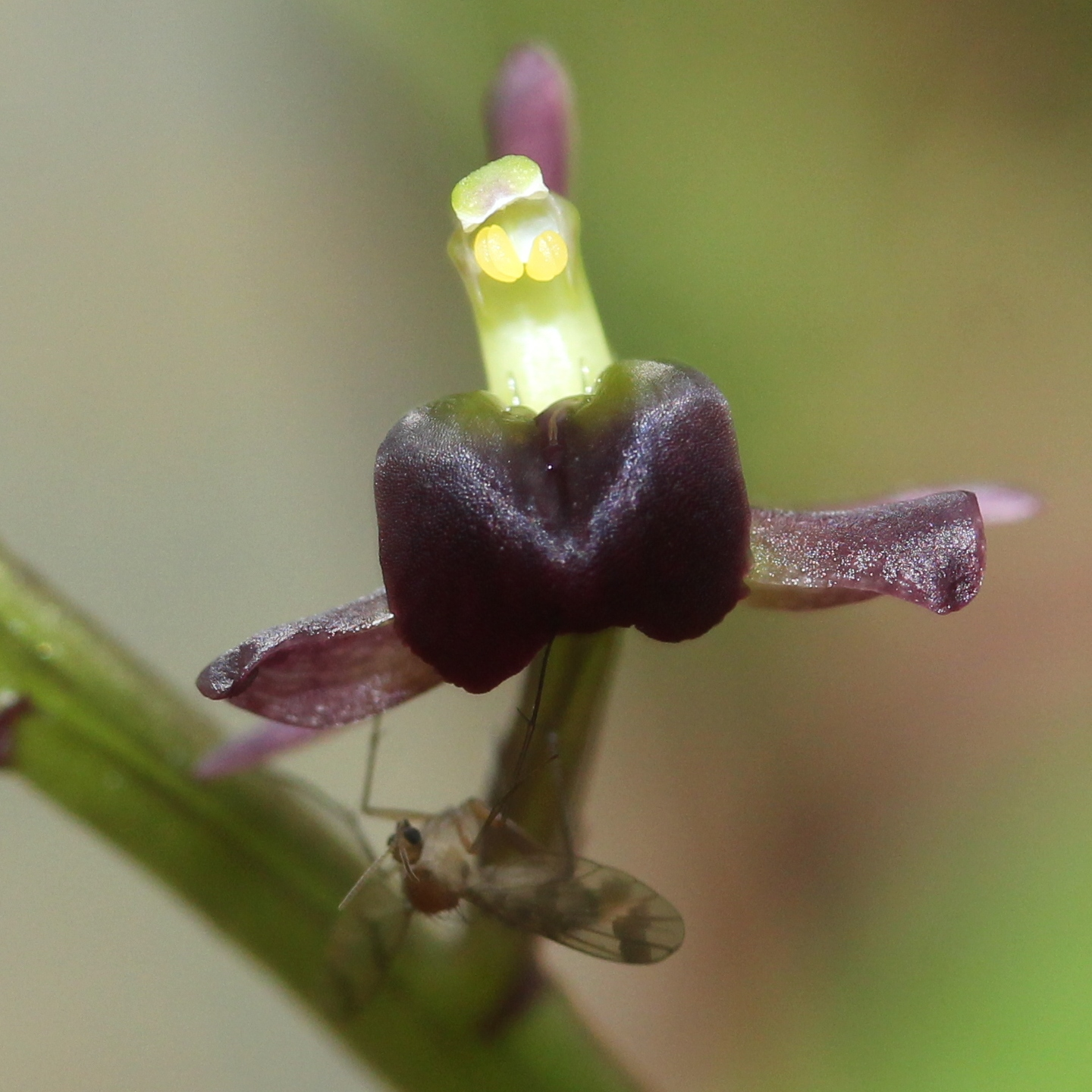
Detail květu Liparis nervosa
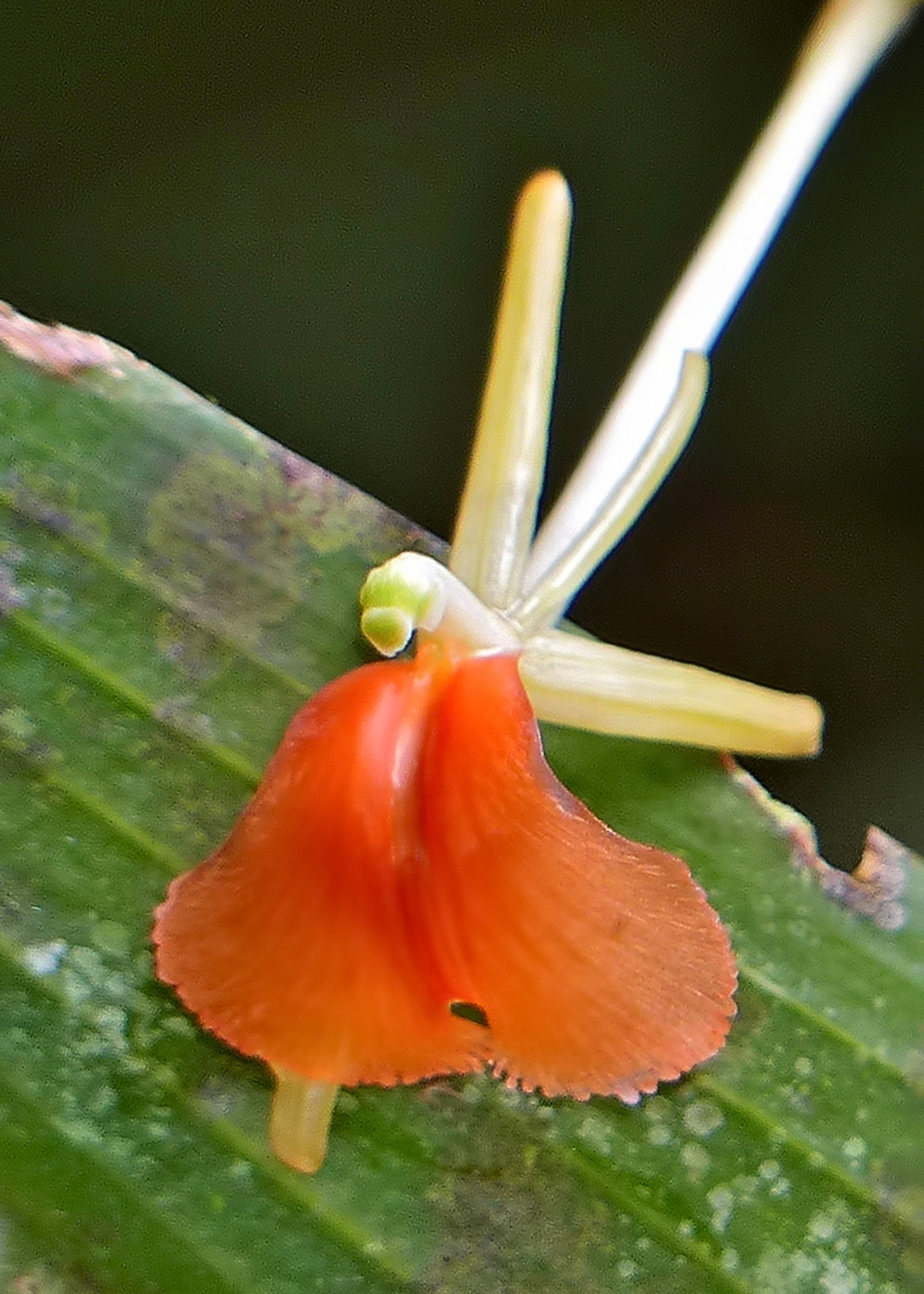
Květ Liparis grandiflora
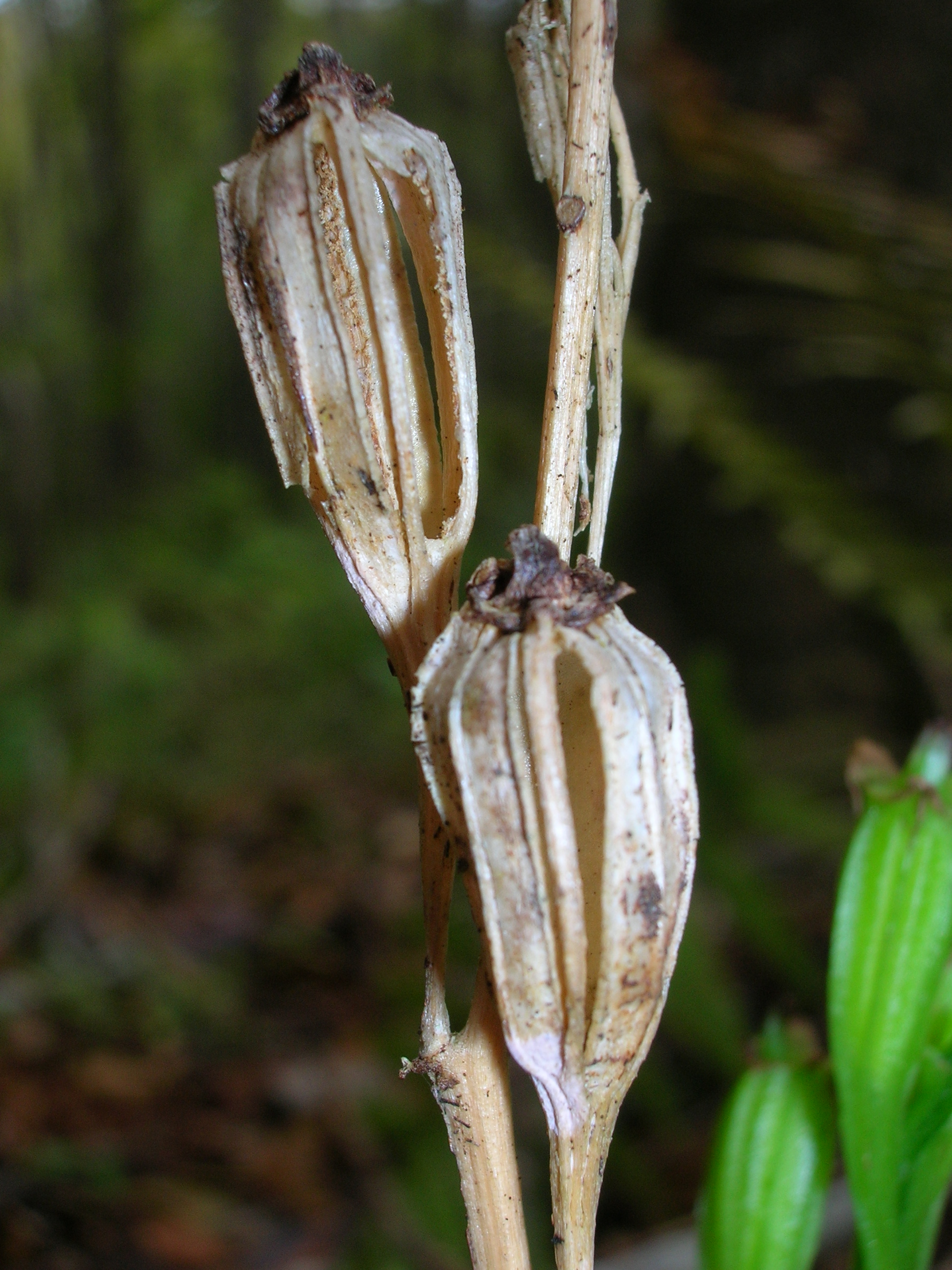
Suché tobolky Liparis hawaiensis

## Rozšíření
Rod zahrnuje asi 300 druhů, počet udávaných druhů se ale v různých zdrojích liší a pohybuje se od 250 po 438.
Rozšíření je téměř kosmopolitní. Není zastoupen v severní a saharské Africe, Arábii, jihozápadní Asii, východní Sibiři, Novém Zélandu a většině Austrálie. V Evropě se vyskytuje jediný druh, hlízovec Loeselův, velmi vzácně se vyskytující i v České republice. Druh má na severní polokouli rozsáhlý areál, zahrnující Evropu, západní Sibiř, Sachalin a Severní Ameriku.
V Severní Americe rostou pouze 3 druhy, mimo hlízovce Loeselova ještě Liparis liliifolia a Liparis nervosa. Z Číny je uváděno 63 druhů, z toho 20 endemických.

## Ekologické interakce
Při studiu opylování hlízovce Loeselova bylo zjištěno, že hmyz jeho květy nenavštěvuje. Často dochází k samoopylení za spoluúčasti deště, při němž dešťové kapky srážejí pylové brylky na bliznu. Naproti tomu severoamerický druh Liparis liliifolia je cizosprašný a ani stavba květů tento způsob samoopylení neumožňuje.

## Obsahové látky
V některých druzích hlízovců byly zjištěny pyrrolizidinové alkaloidy (malaxin, keitin, keitaoin, kumokirin, nervosin) a glukoalkaloidy (kuramerin).

## Taxonomie
Rod Liparis je v rámci čeledi Orchidaceae řazen do podčeledi Epidendroideae a tribu Malaxideae.

## Zástupci
- hlízovec Loeselův (Liparis loeselii)

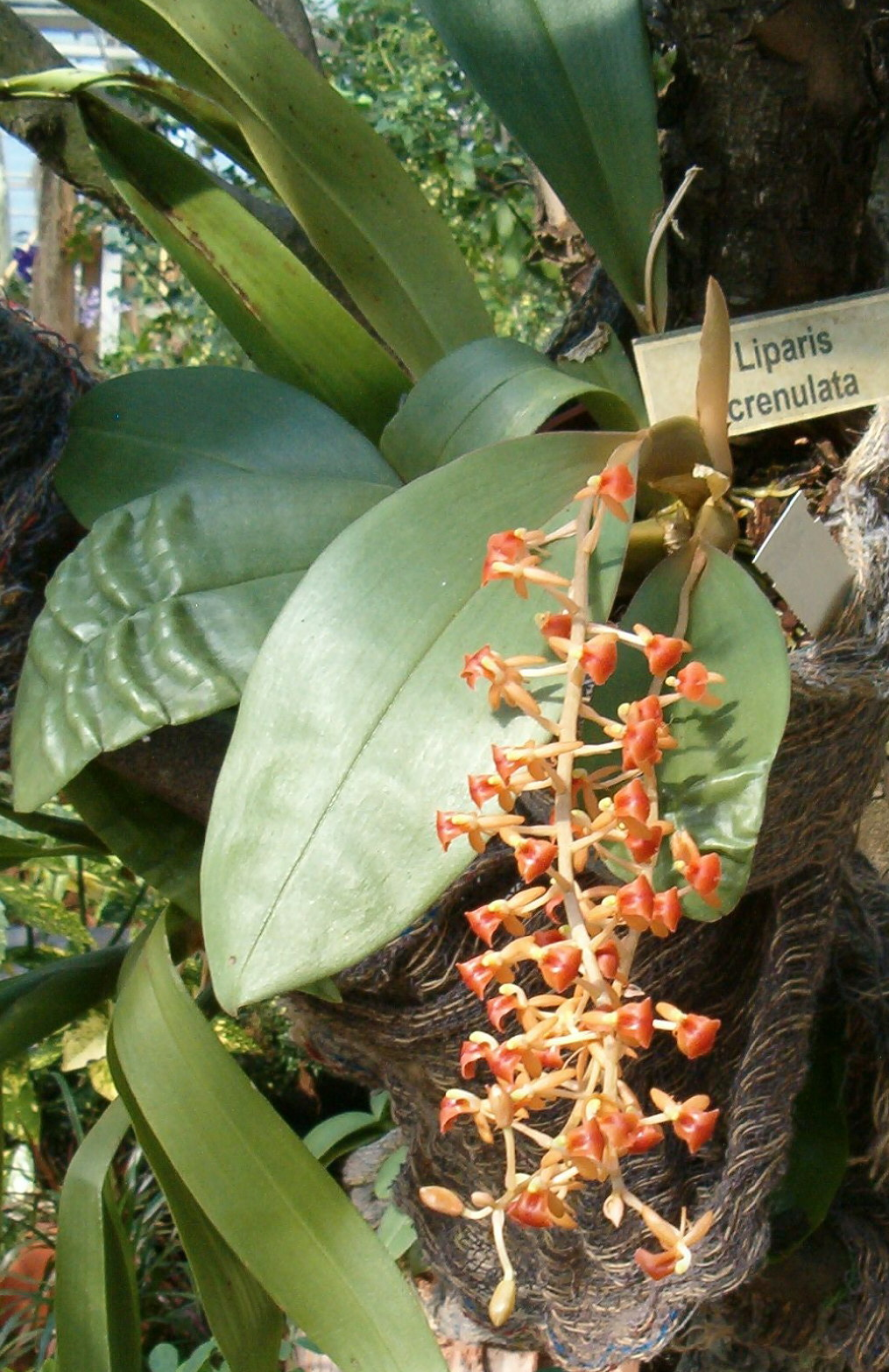
Liparis crenulata ve sbírce orchidejí

## Význam
Některé tropické druhy jsou pěstovány ve specializovaných sbírkách orchidejí. Nápadná vzpřímená květenství oranžových květů má asijský druh Liparis grossa, červené květy v převisavém květenství Liparis latifolia. Dlouhými, převislými květenstvími zelenavých květů se vyznačuje Liparis condylobulbon. Zelené květy neobvyklého tvaru se širokým pyskem má Liparis balansae.